# Karl Johan Moring
Karl Johan Moring, född 20 november 1832 i Kalvola, Finland, död 1868, var en finlandssvensk kördirigent och musiklärare.
Moring studerade vid konservatoriet i Leipzig 1856–1858 och verkade därefter som lärare och dirigent i Helsingfors. Moring har bland annat arrangerat musik för kör.